# Definitely Maybe
Definitely Maybe é o álbum de estréia da banda de rock inglesa Oasis, lançado pela Creation Records em 29 de agosto de 1994. No final de 1993, o grupo reservou o Monnow Valley Studio, perto de Rockfield, para gravar o álbum e trabalhar com o produtor Dave Batchelor, a quem Noel Gallagher conhecia nos dias que trabalhou como roadie para os Inspiral Carpets, embora as sessões fossem insatisfatórias e Batchelor foi posteriormente demitido. Em janeiro de 1994, o grupo começou a regravar o álbum no Sawmills Studio em Cornualha, onde as sessões foram produzidas por Noel ao lado de Mark Coyle. Os resultados ainda foram considerados insatisfatórios; em desespero, Marcus Russell da Creation entrou em contato com o engenheiro e produtor Owen Morris, que eventualmente trabalhou na masterização do álbum no estúdio de Johnny Marr, em Manchester. Definitely Maybe é o único álbum do Oasis a apresentar o baterista Tony McCarroll, que foi expulso da banda em 1995 durante a gravação do próximo álbum, (What's the Story) Morning Glory? (1995).
Foi um sucesso comercial e crítico imediato no Reino Unido, tendo seguido os singles "Supersonic", "Shakermaker" e "Live Forever". O álbum vendeu mais de 8 milhões de cópias em todo o mundo e foi aclamado pela crítica. Foi direto para o topo do ranking na UK Albums Chart, tornando-se o álbum de estreia mais vendido no Reino Unido naquela época; ganhou a certificação de 8x platina pelo British Phonographic Industry (BPI) — mais de 2,4 milhões de unidades vendidas. Também fez sucesso nos Estados Unidos, ganhando disco de platina. O álbum ajudou a estimular o retorno da música pop britânica na década de 1990 e foi recebido de forma favorável pelos críticos musicais por seus temas otimistas e rejeição da perspectiva negativa da música grunge da época. O álbum é considerado uma entrada seminal do britpop, aparecendo nas listas de muitas publicações dos maiores álbuns de todos os tempos. Em 2006, a NME realizou uma pesquisa na qual o o álbum foi eleito o melhor álbum de todos os tempos. Em 2015, a Spin incluiu o álbum em sua lista de "300 Melhores Álbuns de 1985–2014". A Rolling Stone classificou o álbum no 217.º lugar em sua lista de 2020 de "500 Maiores Álbuns de Todos os Tempos".

## Faixas
Todas as músicas por Noel Gallagher.
1. "Rock 'N' Roll Star" -5:22
2. "Shakermaker" -5:08
3. "Live Forever" -4:36
4. "Up in the Sky" -4:28
5. "Columbia" -6:17
6. "Supersonic" -4:43
7. "Bring It on Down" -4:17
8. "Cigarettes & Alcohol" -4:49
9. "Digsy's Dinner" -2:32
10. "Slide Away" -6:32
11. "Married With Children" -3:12

| Críticas profissionais | Críticas profissionais |
| Avaliações da crítica  | Avaliações da crítica  |
| Fonte                  | Avaliação              |
| ---------------------- | ---------------------- |
| Allmusic               | [ 6 ]                  |
| BBC                    | (favorável)            |
| Robert Christgau       | [ 8 ]                  |
| Rolling Stone          | (favorável)            |

## Créditos
- Oasis	 - 	Produção
- David Batchelor	 - 	Produtor
- Mark Coyle	 - 	Produtor, Engenheiro, Mixagem
- Anjali Dutt	 - 	Engenheiro
- Owen Morris	 - 	Produtor, Masterização, Mixagem, Conceito da produção
- David Scott	 - 	Engenheiro
- Paul Arthurs	 - 	Guitarra-Base
- Liam Gallagher	 - 	Vocal, Percussão
- Noel Gallagher	 - 	Guitarra-Solo, Vocal de apoio
- Tony McCarroll	 - 	Bateria
- Paul McGuigan	 - 	Baixo
- Anthony Griffiths	 - 	Vocal, Backing Vocal
- Roy Sping	 - 	Engenheiro
- Roy Spong	 - 	Engenheiro
- Dave Scott	 - 	Engenheiro
- Brian Cannon	 - 	Direção de Arte, Design, Conceito, Design da capa
- Michael Spencer Jones	 - 	Fotografia

## Posições nas paradas
| País/Parada (1994–97)                      | Melhor posição |
| ------------------------------------------ | -------------- |
| Austrália (ARIA)                           | 23             |
| Áustria (Ö3 Austria Top 40)                | 27             |
| Bélgica (Ultratop Valônia)                 | 44             |
| Países Baixos (Dutch Charts)               | 55             |
| Europa (European Top 100 Albums)           | 10             |
| Finlândia (Suomen virallinen lista)        | 18             |
| França (SNEP)                              | 20             |
| Alemanha (Offizielle Deutsche Charts)      | 33             |
| Islândia (Tónlist)                         | 15             |
| Irlanda (IRMA)                             | 3              |
| Japão (Oricon)                             | 34             |
| Nova Zelândia (RMNZ)                       | 5              |
| Noruega (VG-lista)                         | 34             |
| Suécia (Sverigetopplistan)                 | 4              |
| Suíça (Schweizer Hitparade)                | 25             |
| Reino Unido (Official Albums Chart)        | 1              |
| Estados Unidos (Billboard 200)             | 58             |
| Estados Unidos (Billboard Top Heatseekers) | 1              |
| Estados Unidos (Cash Box Album Charts)     | 61             |
| País/Parada (2014–19)                      | Melhor posição |
| Alemanha (Offizielle Deutsche Charts)      | 26             |
| Itália (FIMI)                              | 18             |
| Escócia (Official Scottish Albums)         | 3              |
| Espanha (PROMUSICAE)                       | 23             |

## DVD
A versão em DVD do álbum "Definitely Maybe" foi lançada no ano de 2004 em comemoração ao décimo aniversário do seu lançamento e recebeu platina tripla no Reino Unido. Contém um documentário que conta a rotina da gravação do álbum. O DVD inclui a faixa "Sad Song", presente no lançamento original apenas na versão japonesa. Ainda estão inclusos os videoclipes das canções "Supersonic" (versões britânica e estadunidense), "Shakermaker", "Live Forever" (versões britânica e estadunidense), "Cigarettes & Alcohol" e "Rock n' Roll Star".